# Cúp bóng đá Liên lục địa
Cúp bóng đá Liên lục địa (tên chính thức là FIFA Intercontinental Cup) là một giải đấu bóng đá nam quốc tế được tổ chức bởi Liên đoàn Bóng đá Quốc tế (FIFA), cơ quan quản lý toàn cầu của môn thể thao này. Được tổ chức lần đầu tiên vào năm 2024, giải đấu bao gồm các nhà vô địch cấp câu lạc bộ đến từ sáu liên đoàn thành viên của FIFA và được tổ chức theo thể thức loại trực tiếp, trong đó câu lạc bộ của UEFA được vào thẳng trận chung kết. Real Madrid là đuơng kim vô địch sau khi đánh bại câu lạc bộ México Pachuca với tỷ số 3–0 trong trận chung kết đầu tiên tại Doha vào năm 2024.

## Lịch sử
Vào ngày 16 tháng 12 năm 2022, Hội đồng FIFA đã phê duyệt việc mở rộng FIFA Club World Cup từ bảy lên ba mươi hai đội bắt đầu từ năm 2025. Do đó, giải đấu năm 2023 là giải đấu cuối cùng được tổ chức theo thể thức cũ. Tuy nhiên, FIFA cho biết các liên đoàn bóng đá quốc tế đã bày tỏ nhu cầu cho các nhà vô địch các giải câu lạc bộ hàng đầu của họ tiếp tục thi đấu với nhau hàng năm để "kích thích tính cạnh tranh". Vì vậy, vào ngày 14 tháng 3 năm 2023, Hội đồng FIFA đã phê duyệt một khái niệm mới về một giải đấu câu lạc bộ thường niên bắt đầu từ năm 2024 với tên gọi FIFA Intercontinental Cup. Giải đấu đã từng được tổ chức với tên tương tự là Intercontinental Cup (1960–2004) với tư cách là một giải đấu câu lạc bộ do UEFA và CONMEBOL tổ chức và thường được tranh tài giữa các nhà vô địch của hai liên đoàn tương ứng. Tuy nhiên, giải đấu mới do FIFA tổ chức có sự góp mặt của các nhà vô địch các giải đấu câu lạc bộ hàng đầu của tất cả sáu liên đoàn, cụ thể là AFC Champions League Elite, CAF Champions League, CONCACAF Champions Cup, Copa Libertadores, OFC Champions League và UEFA Champions League, và vẫn giữ nguyên danh hiệu vô địch thế giới từ FIFA Club World Cup.
Cúp bóng đá Liên lục địa được tổ chức lần đầu tiên từ tháng 9 đến tháng 12 năm 2024, trong đó Real Madrid là nhà vô địch và đuơng kim vô địch đầu tiên của giải đấu sau khi đánh bại Pachuca với tỷ số 3–0.

## Định dạng
Cúp bóng đá Liên lục địa được tổ chức thông qua một loạt các trận play-off liên lục địa giữa các câu lạc bộ từ tất cả các liên đoàn (ngoại trừ đại diện của UEFA được đặc cách tham dự trận chung kết).
- Vòng thứ nhất: Đại diện đến từ OFC sẽ đối đầu luân phiên với đại diện của AFC hoặc CAF (tại lễ bốc thăm cho giải đấu năm 2024, đại diện của AFC đã được xác định sẽ thi đấu ở vòng đầu tiên vào các năm chẵn). Vòng đầu tiên cũng được gọi là "FIFA African–Asian–Pacific Cup play-off" (play-off Cúp châu Phi-châu Á-Thái Bình Dương của FIFA), do câu lạc bộ có thứ hạng cao hơn trong bảng xếp hạng FIFA tổ chức.
- Vòng thứ hai: Đại diện AFC/CAF được miễn tham dự vòng đầu tiên sẽ đối đầu với đội chiến thắng ở vòng đầu tiên trong một trận đấu được gọi là "FIFA African–Asian–Pacific Cup" (Cúp châu Phi-châu Á-Thái Bình Dương của FIFA), do câu lạc bộ có thứ hạng cao hơn trong bảng xếp hạng FIFA tổ chức. Trong khi đó, các đại diện của CONMEBOL và CONCACAF sẽ thi đấu với nhau tại một địa điểm trung lập trong một trận đấu được gọi là "Derby châu Mỹ".
- Vòng play-off: Hai đội thắng ở vòng thứ hai sẽ đối đầu tại một địa điểm trung lập trong một trận đấu được gọi là "FIFA Challenger Cup" (Cúp Thách thức FIFA).
- Chung kết: Đội thắng ở vòng play-off sẽ đối đầu với đại diện của UEFA tại một địa điểm trung lập, trong trận đấu được gọi là "FIFA Intercontinental Cup" (Cúp Liên lục địa FIFA), để xác định nhà vô địch.

Nếu một trận đấu kết thúc với kết quả hòa sau thời gian thi đấu chính thức, hiệp phụ sẽ được diễn ra. Nếu kết quả vẫn hòa sau thời gian thi đấu hiệp phụ, loạt sút luân lưu sẽ được tổ chức để xác định đội chiến thắng chung cuộc.

## Kết quả

### Chung kết
| Năm  | Nhà vô địch | Nhà vô địch | Kết quả | Á quân     | Á quân   | Sân vận động        | Địa điểm      | Số lượng khán giả |
| Năm  | Quốc gia    | Câu lạc bộ  | Kết quả | Câu lạc bộ | Quốc gia | Sân vận động        | Địa điểm      | Số lượng khán giả |
| ---- | ----------- | ----------- | ------- | ---------- | -------- | ------------------- | ------------- | ----------------- |
| 2024 | Tây Ban Nha | Real Madrid | 3–0     | Pachuca    | México   | Sân vận động Lusail | Lusail, Qatar | 67,249            |

### Những nhà vô địch giải đấu phụ
Bên cạnh Cúp Liên lục địa được trao tại trận chung kết, các danh hiệu khác được trao cho các đội chiến thắng của Cúp châu Phi-châu Á-Thái Bình Dương (do các đại diện của AFC, CAF và OFC tranh tài), Derby châu Mỹ (do các đại diện của CONCACAF và CONMEBOL tranh tài) và Cúp Thách thức (do những nhà vô địch trong hai trận đấu trên tranh tài).
| Năm  | Cúp Thách thức | Derby châu Mỹ | Cúp châu Phi-châu Á-Thái Bình Dương |
| ---- | -------------- | ------------- | ----------------------------------- |
| 2024 | Pachuca        | Pachuca       | Al Ahly                             |

## Giải thưởng
| Năm  | Quả bóng Vàng Adidas Cầu thủ xuất sắc nhất giải đấu của Aramco | Quả bóng Bạc Adidas             | Quả bóng Đồng Adidas    |
| ---- | -------------------------------------------------------------- | ------------------------------- | ----------------------- |
| 2024 | Vinícius Júnior (Real Madrid)                                  | Federico Valverde (Real Madrid) | Elías Montiel (Pachuca) |